# Südkoreanische Badmintonmeisterschaft 1978
Die Südkoreanische Badmintonmeisterschaft 1978 fand Ende Januar 1979 in Seoul statt. Es war die 22. Austragung der nationalen Titelkämpfe  im Badminton Südkoreas.

## Finalergebnisse
| Disziplin    | Sieger                      | Finalist                    | Ergebnis |
| ------------ | --------------------------- | --------------------------- | -------- |
| Herreneinzel | Lee Eun-ku                  | Yang Gyeong-seok            | 2-1      |
| Dameneinzel  | Song Hyang-sun              | Gam Myeong-suk              | 2-1      |
| Herrendoppel | Choi Byung-hak Lee Jae-bok  | Lee Eun-ku Kwon Seung-taek  | 2-0      |
| Damendoppel  | Hwang Sun-ai Kang Haeng-suk | Song Hyang-sun Nam Jeong-mi | 2-1      |
| Mixed        | Kim Joong-su Choi Young-ok  | Lee Ok-hyun Song Hyang-sun  | 2-0      |